# Ухолово
У́холово — посёлок городского типа, административный центр Ухоловского района, Рязанской области России.

## Географическое положение
Расположен на реке Аксень (бассейн Оки) в 149 км к юго-востоку от Рязани. Посёлок соединён грузовой железнодорожной веткой (7 км) со станции Кензино (на линии Ряжск — Вернадовка). Автобусными маршрутами Ухолово связано с областным центром и Москвой.

## История
Населённый пункт впервые упоминается в окладной книге 1676 года как село, принадлежащее помещику Павлу Савёлову. Село возникло в XVII веке при заселении Дикого поля в урочище Ухлово. Первоначально селение носило название Ухлово, затем — Ухолово.
С начала XIX века в Ухолово велась торговля хлебом. Зерно в Ухолово привозили из Тамбовской и Рязанской губерний. Постепенно получило развитие кустарное производство сельскохозяйственных машин (молотилок, веялок и т. п.), мукомольная промышленность.
На 1859 год в селе насчитывалось 400 дворов, население составляло 3174 человека. В 1868 году близ села прошла моршанская линия железной дороги, в 1875 году в Ухолово от неё было проведено ответвление длиной 7 вёрст. В 1868 году в Ухолове открылась первая школа, в 1905 году была построена больница.
В 1905 году село Большое Ухолово являлось административным центром Ухоловской волости Ряжского уезда и имело 645 дворов при численности населения 3650 человек. К северу от села Большое Ухолово находилась деревня Малое Ухолово с населением 378 человек (в настоящее время также входит в состав посёлка Ухолово).
В 1902 году в селе находилось 74 предприятия (70 торговых) и торгово-промышленный оборот составлял 781 500 рублей в год. В 1910 году в Ухолове возникло простейшее чугунолитейное производство (А. Н. Фроликова, А. И. Сорокина), впоследствии преобразованное в товарищество по выпуску сельскохозяйственных машин. В годы Первой мировой войны здесь производились лопаты для рытья окопов и подковы для лошадей.
В 1929 году село стало административным центром Ухоловского района в составе Рязанского округа Московской области.
Статус посёлка городского типа — с 1959 года.

## Население
| 1859  | 1897  | 1906  | 1926  | 1939  | 1959  | 1970  | 1979  | 1989  |
| ----- | ----- | ----- | ----- | ----- | ----- | ----- | ----- | ----- |
| 4062  | ↘3504 | ↗3650 | ↘3294 | ↗4137 | ↗4814 | ↗5858 | ↗6107 | ↗6223 |
| 2002  | 2009  | 2010  | 2012  | 2013  | 2014  | 2015  | 2016  | 2017  |
| ↘5700 | ↘5391 | ↘4965 | ↘4961 | ↘4809 | ↘4703 | ↘4644 | ↘4587 | ↘4531 |
| 2018  | 2019  | 2020  | 2021  | 2023  |       |       |       |       |
| ↘4436 | ↘4361 | ↘4250 | ↘4008 | ↘3859 |       |       |       |       |

Национальный состав
По итогам переписи населения 2020 года проживали следующие национальности (национальности менее 0,1 % и другое, см. в сноске к строке «Другие»):
| Национальность | Численность, чел. | Доля     |
| -------------- | ----------------- | -------- |
| Русские        | 3824              | 95,41 %  |
| Азербайджанцы  | 35                | 0,87 %   |
| Татары         | 12                | 0,30 %   |
| Украинцы       | 10                | 0,25 %   |
| Курды          | 8                 | 0,20 %   |
| Мордва         | 6                 | 0,15 %   |
| Армяне         | 6                 | 0,15 %   |
| Другие         | 107               | 2,67 %   |
| Итого          | 4008              | 100,00 % |

## Экономика
Основные предприятия — завод «Строммашина» (Закрыт в 2018 году.), молочный завод, хлебокомбинат.

## Культура
Имеется культурный центр «Победа», в котором занимаются местные дети и подростки.

## Достопримечательности
В посёлке сохранились остатки величественного Троицкого храма (построен после 1812 года). На данный момент храм восстанавливается. В нём начали проводить службы.
В районе расположен природный памятник — Курбатовская Дубрава.

### Усадьба Ухолово
Усадьба основана в последней трети XVII века родными братьями патриарха Иоакима (И.П. Савёлов , 1620—1690) полковником П. П. Савёловым (ум. до 1709), женатым на М.К. Озеровой (ум. 1694) и окольничим Т. П. Савёловым (ум. 1699), женатым на Е. Д. Коноплёвой (1630—1715). Далее принадлежала наследникам последних. В середине XVIII века владел их правнук каптенармус А. А. Савёлов (1729—1774) с первой женой М. М. Савёловой. Во второй половине XVIII века в селе было две усадьбы, одной из которых владел старший сын последних гвардии поручик И. А. Савёлов (1755—1826) с женою Е. Я. Савёловой (1768—1857). Другая усадьба принадлежала второй жене А. А. Савёлова — П. М. Савёловой (урождённая Селиванова), в конце столетия — её пасынок А. А. Савёлов (1754—1830), женатый на Е.П. Ляпуновой. В 1792 году усадьбы Савёловых приобрели дворяне Верещагины и князья Гагарины соответственно. Княжна А. Г. Гагарина и муж подпоручик князь Н. П. Гагарин владели усадьбой до 1827 года, затем их внучка подполковница А. Д. Попова. От супругов П.А. и А. И. Верещагиных усадьба перешла их дочери Е. П. Верещагиной, вышедшей замуж за вяземского уездного предводителя дворянства подполковника А.Н. Лопухина (1779—1833). После к сыну последних, другу М. Ю. Лермонтова статскому советнику А. А. Лопухину (1813—1872), женатому на княжне В.А. Оболенской (1820—1873). Затем владели их дети действительный статский советник Б. А. Лопухин (1844—1897), женатый на В.И. Протасьевой и сенатор С. А. Лопухин (1853—1911), женатый на графине А.П. Барановой (ум. после 1914).
Сохранилась и восстанавливается Троицкая церковь 1805—1822 в стиле классицизм, построенная П. А. Верещагиным и прихожанами вместо прежней деревянной, с приделом 1851—1859 годов возведённым А. А. Лопухиным.
Братья Савёловы с женами погребены в Можайском Лужецком монастыре, И. А. Савёлов при церкви в Ухолово. А. А. Лопухин с женою в московском Донском монастыре.

## Известные люди
В Ухолово 24 марта 1817 года родился архиепископ Макарий (в миру — Николай Кириллович Миролюбов), духовный писатель и историк, собиратель материалов об истории Великого Новгорода.
В Ухолово 13 ноября 1983 года родился российский юморист и видеоблогер, участник шоу «Импровизаторы» на телеканале СТС Серге́й Бори́сович Матвие́нко.